# برخورد در شب (فیلم ۱۹۶۳)
برخورد در شب (انگلیسی: Clash by Night) یک فیلم جنایی بریتانیایی است که در سال ۱۹۶۳ منتشر شد.